# 김생려
김생려(金生麗, 1912년 11월 25일~1995년 12월 18일)는 한국의 바이올린 연주자이자 지휘자이다. 무용가 권려성의 남편이다. 그는 현 서울시립교향악단의 창단을 하였다.

## 생애
그는 일제강점기 평안북도 영변에서 출생하였고 평안남도 안주와 함경남도 북청에서 성장하였다. 현제명, 이흥렬, 계정식 등 한국 서양음악 초창기의 인물들이 그렇듯 김생려도 개신교 집안에서 태어나 서양음악을 일찍 접할 수 있었다.
경성제이고등보통학교에 다니면서 세브란스병원 외국인 의사의 부인인 부츠에게서 바이올린을 배웠다. 그 뒤, 독일에서 유학하고 돌아온 계정식을 만나 본격적으로 바이올린을 수학했고, 연희전문학교에 다니면서도 꾸준히 바이올린 연주를 했다. 연희전문 졸업 후 경성방송국 관현악단에서 반주하고 악장직도 맡았다.
일제강점기 말기에 '국민음악' 보급을 위해 친일 연주단체인 경성후생실내악단이 만들어졌다. 김생려는 후생실내악단 창단을 주도했고 전국 순회공연으로 조선총독부의 정책에 협조했다. 총독부가 친일 음악인들을 모아 조직하게 한 조선음악협회 주최로 음악보국 음악회가 열렸을 때 참가 하였으며, 1944년에는 만주국까지 진출하여 후생실내악단 단원들을 이끌고 신경교향악단에 입단하기도 했다. 이 때문에 2008년 민족문제연구소가 친일인명사전에 수록하기 위해 정리한 친일인명사전 수록예정자 명단 음악 부문에 선정되었다.
대한민국 관현악단의 역사에서도 중요한 비중을 차지한다. 광복 직후인 1945년 현제명과 뜻을 같이하여 계정식을 지휘자로 한 고려교향악단을 창단했고, 고려교향악단에서 탈퇴한 뒤에는 역시 계정식과 함께 서울교향악단을 창단해 대표를 맡았다. 서울교향악단은 한국 전쟁을 거치며 와해되었다가 해군정훈음악대를 모체로 현 서울시립교향악단의 뿌리가 되었다.
광복 후 우익 계열로 활동하면서 한국 전쟁 때 해군 장교 복무하여 해군 소령 예편하였고 미군정과 맺은 인연을 계기로 미국에서 초청을 받아 지휘를 공부하는 등 활동을 계속했다. 1957년에는 귀국하여 서울 시립 교향악단의 상임지휘자를 맡고 1960년 대한민국예술원 회원이 되었으나, 1961년 단원들과의 갈등으로 서울시향에서 물러났고 이후 도미하여 라스베이거스에 정착했다가 그 곳에서 사망했다.

## 같이 보기
- 경성후생실내악단

## 참고 자료
- “김생려(金生麗)”. 예술로. 2007년 11월 8일에 원본 문서에서 보존된 문서. 2008년 1월 30일에 확인함.
- 이인해, 특별기획/ 정치적 격변사와 흡사한 우리 교향악단사 - 한국 교향악단 발전사[깨진 링크(과거 내용 찾기)] 《문화예술》 (1989년 12월호)
- “[확대경｜고려교향악단에서 서울시향까지 55년 발자취] - 1945년 9월15일 창단 지휘자 50여명 거쳐가”. 주간동아. 2001년 3월 1일. 2008년 5월 7일에 확인함. |제목=에 지움 문자가 있음(위치 1) (도움말)